# Hampton Morris
Hampton Miller Morris (Nashville, 17 de febrero de 2004) es un deportista estadounidense que compite en halterofilia.
Participó en los Juegos Olímpicos de París 2024, obteniendo una medalla de bronce en la categoría de 61 kg.
En abril de 2024 estableció una nueva plusmarca mundial en dos tiempos de la categoría de 61 kg (176 kg).

## Palmarés internacional
| Juegos Olímpicos | Juegos Olímpicos | Juegos Olímpicos  | Juegos Olímpicos |
| Año              | Lugar            | Medalla           | Categoría        |
| ---------------- | ---------------- | ----------------- | ---------------- |
| 2024             | París (Francia)  | Medalla de bronce | 61 kg            |